# (32784) 1989 AR
1989 AR (asteroide 32784) é um asteroide da cintura principal. Possui uma excentricidade de 0.25537950 e uma inclinação de 7.84258º.
Este asteroide foi descoberto no dia 4 de janeiro de 1989 por Seiji Ueda e Hiroshi Kaneda em Kushiro.